# Micropsitta
Micropsitta é um gênero de aves da família Psittacidae.
As seguintes espécies são reconhecidas:
- Micropsitta keiensis (Salvadori, 1876)
- Micropsitta geelvinkiana (Schlegel, 1871)
- Micropsitta pusio (Sclater, PL, 1866)
- Micropsitta meeki Rothschild & Hartert, 1914
- Micropsitta finschii (Ramsay, EP, 1881)
- Micropsitta bruijnii (Salvadori, 1875)